# Röttersmühle

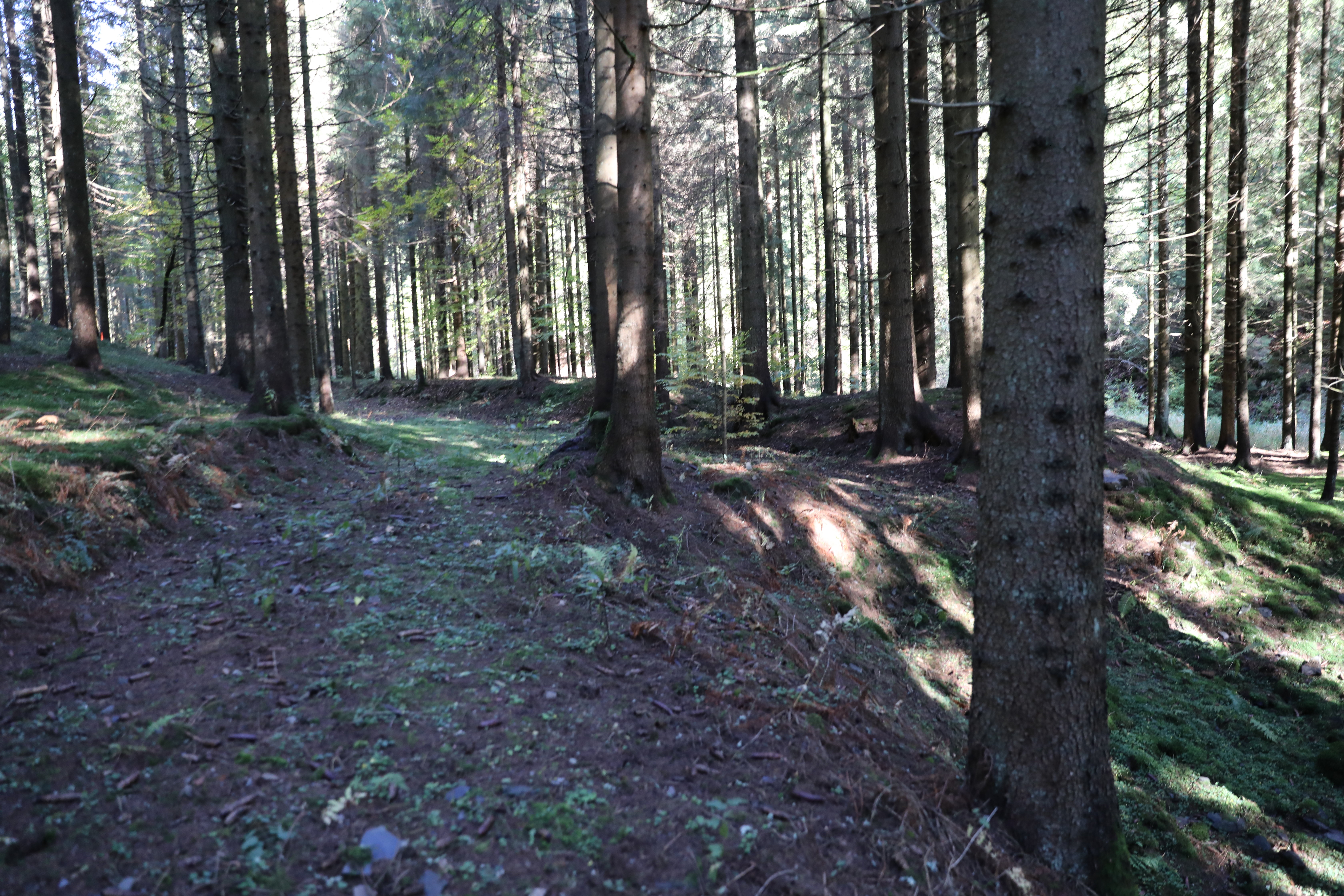
Wüstung Röttersmühle (Pabstenschneidmühle)

Röttersmühle ist eine Wüstung auf dem Gemeindegebiet von Tschirn im Landkreis Kronach (Oberfranken, Bayern).

## Geographie
Die Einöde lag auf einer Höhe von 525 m ü. NHN im Tal der Tschirner Ködel und war allseits von Wald umgeben. Die Gegend liegt im Naturschutzgebiet Tschirner und Nordhalbener Ködeltal mit Mäusbeutel

## Geschichte
Der Ort wurde in der ersten Hälfte des 19. Jahrhunderts auf dem Gemeindegebiet von Tschirn gegründet. Das Anwesen erhielt die Haus-Nr. 87 von Tschirn und wurde Pabstenschneidmühle genannt. Wenig später entstand in direkter Nachbarschaft die Rödersmühle, die nach dem Flurnamen Rödersleite benannt wurde.

### Einwohnerentwicklung
| Jahr      | 001861 | 001871 | 001885 |
| Einwohner | 9 *    | 2      | 8      |
| Häuser    |        |        | 1      |
| Quelle    | [ 3 ]  | [ 4 ]  | [ 5 ]  |

## Religion
Der Ort war nach St. Jakob in Tschirn gepfarrt.

## Weblink
- Röttersmühle in der Ortsdatenbank des bavarikon, abgerufen am 20. August 2021.